# Paçoca (salato)
Il paçoca è un piatto brasiliano tipico degli stati del Ceará e del Rio Grande do Norte. Composto di carne essiccata al sole, cassava e cipolle, questo piatto è anche conosciuto nel resto del paese come paçoca de pilão.